# Joe Montana
Joe Montana, celým jménem Joseph Clifford Montana Jr. (* 11. června 1956, New Eagle, Pensylvánie) je bývalý hráč amerického fotbalu. Hrál na pozici quarterbacka a byl vůdčím představitelem herního stylu West Coast offense. Pro svoji schopnost zvrátit nepříznivý vývoj zápasu získal přezdívky Joe Cool a Comeback Kid.
Pochází z rodiny Italoameričanů. Hrál za středoškolský tým Ringgold High School a na univerzitě za Notre Dame Fighting Irish, s nimiž vyhrál v roce 1977 šampionát National Collegiate Athletic Association. V roce 1979 debutoval v National Football League v týmu San Francisco 49ers, kde působil do roku 1992. Pak přestoupil do Kansas City Chiefs, kde v roce 1994 zakončil kariéru. Celkem odehrál v NFL 172 zápasů, dosáhl 273 touchdownů a měl úspěšnost přihrávek 92,3 %. Se San Franciskem získal Super Bowl v letech 1981, 1984, 1988 a 1989 (kromě něj pouze Terry Bradshaw vyhrál všechny čtyři Super Bowly, kterých se zúčastnil). V letech 1989 a 1990 byl zvolen nejužitečnějším hráčem NFL a osmkrát byl nominován na Pro Bowl.
Získal ocenění Associated Press sportovec roku v letech 1989 a 1990 a Sports Illustrated sportovec roku v roce 1990. V roce 2000 byl uveden do Pro Football Hall of Fame. V anketě ESPN o nejlepšího amerického sportovce století skončil na 25. místě. V roce 2019 byl vybrán do ideálního týmu za sto let existence NFL. Jeho číslo 16 bylo v San Francisco 49ers vyřazeno.
Vlastní vinařství v Napa County a podílí se na činnosti dobročinné organizace Make-A-Wish Foundation. Má čtyři děti, synové Nick Montana a Nate Montana se věnovali americkému fotbalu na univerzitní úrovni.